# 花蓮潔西艾美酒店
花蓮潔西艾美酒店（英語：Le Méridien Hualien Resort）位於花蓮縣花蓮市中正路與三民街口，由東裕集團斥資50億與萬豪國際合作打造地下4層地上21層的建築。酒店於2014年動工，2017年12月19日舉行上梁典禮，原定於2021年9月底完工開幕，但因嚴重特殊傳染性肺炎疫情而延遲完工至2023年11月28日始試營運，2023年12月26日正式開幕。
地下4樓規劃為美食街和停車場、地下1樓至地上5樓為大型商場和餐廳，6樓為空中花園，7樓為健身房和SPA中心，8樓至21樓為酒店。

## 外部連結
- 花莲洁西艾美度假酒店 （页面存档备份，存于）
- 花蓮潔西艾美渡假酒店FACEBOOK粉絲專頁